# Cambarellus alvarezi
El langostino de río de Potosí (Cambarellus alvarezi) es una especie extinta de pequeño cangrejo de río de la familia Cambaridae, endémico del estado mexicano de Nuevo León. Se hallaba restringido a una única localidad: el manantial El Potosí, en el municipio de Galeana. Cambarellus alvarezi fue avistado por última vez en 1991, y el estanque en el que se le conocía (de aproximadamente 0.1 kilómetros) ha sufrido desde 1994 una constante desecación, como consecuencia de la extracción de agua en la zona. Tales cuestiones llevaron a la UICN a declararlo extinto en 2010.